# ماگل‌نت
ماگل‌نت (به انگلیسی: MuggleNet) نام وب‌گاه حامیان هری پاتر به زبان انگلیسی می باشد.